# Нарочь (Нарочский сельсовет)

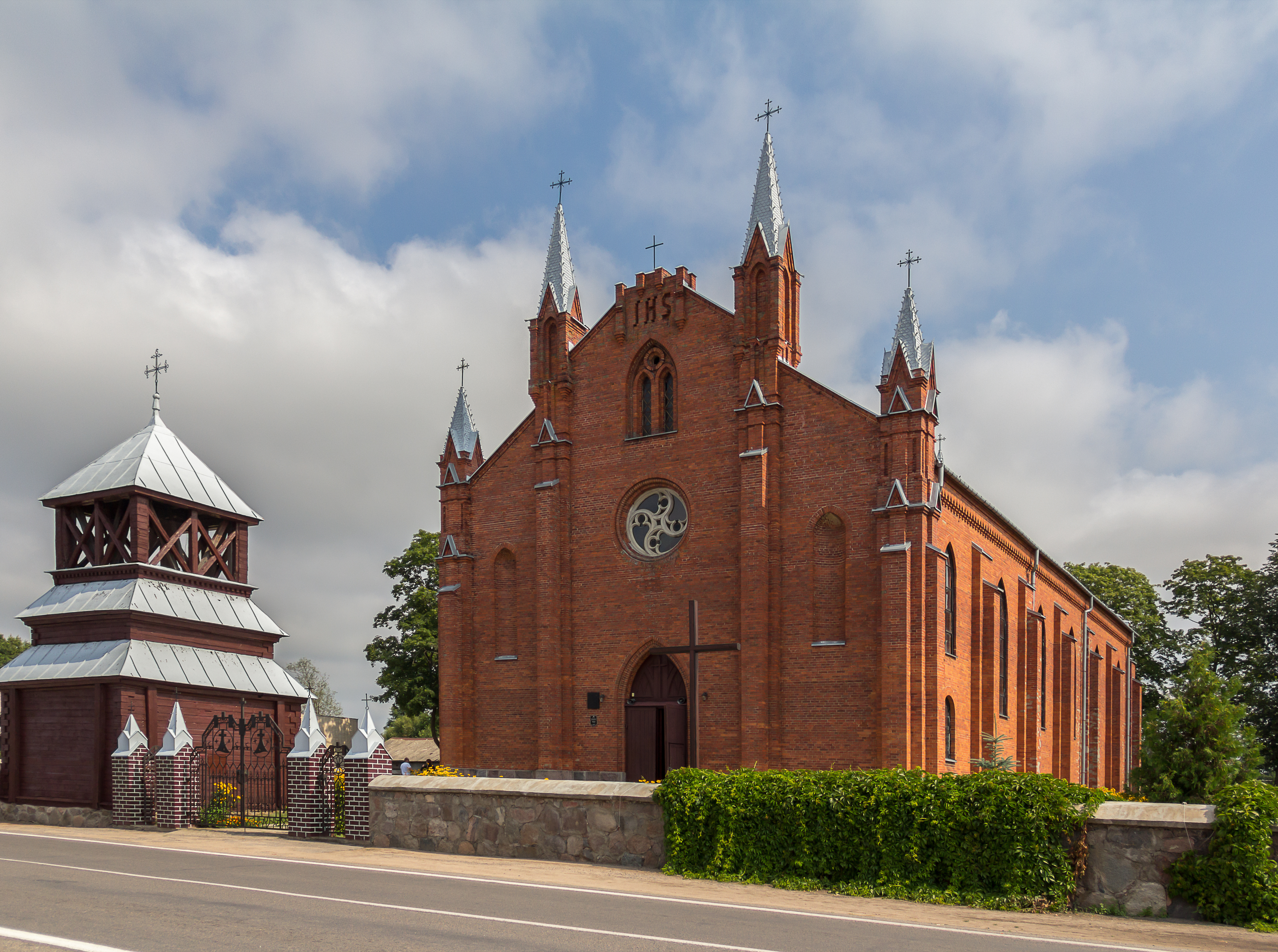
Церковь святого апостола Андрея

На́рочь (бел. Нарач; до 1964 года — деревня Кобыльник) — агрогородок (с 2005 года) в Мядельском районе Минской области Беларуси. Административный центр Нарочского сельсовета.

## Географическое положение
Расположен в живописном Белорусском Поозерье в 20 км северо-западнее от Мяделя, в 29 км от железнодорожной станции Поставы и в 3 км от курортного посёлка Нарочь. Через агрогородок проходит автомобильная трасса Р28.

## Этимология
В исторических документах и литературе встречаются различные варианты названия населённого пункта: Medelo Minori (Мядель Малый), Кобельник, Кобельники. В соседнем Поставском районе Витебской области встречается схожее название у бывшей деревни Кобыльнишки — 36 км на запад от Постав и за 7 км на северо-запад от Лынтуп. Это название является довольно распространённым на территории современной Польши. Вероятно, происходит от польского слова «kobylak», что значит в переводе «конский щавель».
Также название могло происходить от фамилии дворянина Василия Кобылина, который 12 декабря 1522 года приобрёл у князей Петра и Андрея Свирских близлежащее поместье Жары, у Людвига Свирского — «землю пустовскую на имя Труховщину» (совр. Труханки), у Петра Свирского — «землю пустовскую на имя Якубовщину на Едупе».
В 1964 году историческое название Кобыльник было заменено на Нарочь. Местные жители в разговорной речи по-прежнему называют поселение Кобыльником выступают за возвращение исторического названия.

## История

### Великое княжество Литовское
Согласно сведениям из книги ксендза Юрия Жемайтя «Свирь и костел Свирский» (1928), поселение впервые упоминается в XV столетии под названием Мядель Малый (по-латинскому: Medelo Minori, по-польскому: Medal Mniejszy, Miadzioł Mały) и являлся владением князей Свирских. В книге польского историка Иосифа Вольфа есть сведения, что в середине XV столетия на месте соседней деревни Швакшты располагался «двор Замяделье» князя Петки Романовича Свирского.
В первом томе сборника документов «Kodeks dyplomatyczny katedry i diecezji Wileńskiej = Codex diplomaticus ecclesiae cathedralis necnon Dioeceseos Vilnensis» (1387-1507), напечатаны грамоты на латинском языке, в которых упоминается Medelo (Мядель). Соотношение Мяделя с Кобыльником составителями сборника производится формально, на основании упоминания костёла Св. Андрея в Мяделе XV столетия (в современной Нарочи до настоящего времени функционирует костёл Св. Андрея). Вместе с тем, составители сборника признают фальшивыми все три грамоты, в которых упоминается костёл Св. Андрея. Таким образом, вопрос про первоначальное название Кобыльника — «Medelo Minori» — все ещё остаётся спорным.
Первое упоминание местечка под названием Кобыльник относится к 11 апреля 1527 года, когда князь А. М. Свирский и его жена Софья продали «имения свои дедичные Мядель и Кобыльники» виленскому воеводе Альбрехту Гаштольду и его потомкам за 300 коп «вечным правом».
В 1541 году король Сигизмунд Август издал судебную грамоту в связи с незаконными претензиями Григория Григорьевича Остаковича на имение Кобыльник, который являлся собственностью Станислава Альбрехта Гаштольда.
В 1579 году имением Кобыльник и «дворцом» Жары, Ошмянского повета, владеет «Настасья Михайловна, кнежна Мстиславская, кнегиня Стефановая Корыбутовича Збаражская, воеводная троцкая», вторая жена Збаражского Стефана Андреевича, которая незадолго до своей смерти в 1580 году передала их в вечное владение мужу.
Позднее Кобыльник находился в частном владении у князя Стефана Збаражского. Исследователь старины Фёдор Покровский в книге «Археологическая карта Виленской губернии» (Вильно, 1893) написал следующее: «м. Кобыльники, 44˚22 — 51˚56̕ , Кобыльникской вол., Свенцянского уезда. В церковном архиве хранится подлинная фундушевая запись 1551 года, данная кн. Збаражским (С)». В «Пописе войска литовского 1567 года» указывается количество ратных людей, которых князь Стефан Збаражский направлял в войско со своих имений, в том числе «з Забрезья, з Груздова, з Олян, с Кобыльник, з Жирович, з Нарочи, з Узлы, з Рабыни, з Нивок в повете Ошменском коней з них тридцать семь».
В результате административно-территориальной реформы в Великом княжестве Литовском 1566—1567 годов Кобыльник вошёл в состав Ошмянского повета Виленского воеводства.

### Речь Посполитая
Во времена Речи Посполитой Кобыльником владели Храповицкие (XVII в.), Козеллы и Абрамовичи (XVIII в.). Писарь Великого княжества Литовского Людвиг на Бакштах Хоминский продал Кобыльник Ошмянскому каштеляну Мартину Оскерко. От Оскерков имение Кобыльник перешло в собственность Антония Свенторжецкого.
Белорусский историк Зиновий Копысский в книге «Социально-политическое развитие городов Белоруссии в XVI -п.п. XVII в.» упоминает интересный факт: «Про ярмарки в местечках Долгинове, Кобыльники, куда ездили могилевские купцы, сообщает запись магистратской книги Могилева за 1643 г.».
В 1667 году Кобыльник, Страча, Ольшево, Свирки, Комаровщизна и Больковщизна (60 дымов) принадлежали троцкому воеводе Михаилу Котелу. В книге Чеслава Янковского «Ошмянский уезд» есть сведения, что имениями Кобыльник, Ольшево, Больковщизна, Страча, Жары, Свирки, Комаровщизна и Язно владел Юрий Козел-Поклевский, который был женат на Анне Котел, сестре вышеуказанного Михаила Казимира.
Соогласно «Подымных реестров Виленского воеводства за 1690 год», Кобыльникский приход в 1667 году насчитывал 26 1/6 дымов, а в 1690 году — 369 дымов. Кобыльникский приход охватывал значительную часть близлежащих окрестностей: Занарочь, ошмянской подкоморянки вельможной госпожи Данилевичевой вместе с паном Садовским; Козинец, гродненского чесника господина Флориана Урбановича; Помошье, господина Бойковского; Кузмичи, госпожи Екатерины Рокитской; Четверть, господина Михаила Свирского; Воронец, также пана господина Свирского; Ёдути Лабиние (вероятно, Бледне), арендовал господин Михаил Свирский; Четверть, господина Яна Казимира Колонтая (или Колумдая); Рудошаны, господина Казимира Свирского; Леневщизну, господина Константина Пискуна Воронецкого; Ёдути (Ёдупу) господина Юрия Лапы; Семёновщизну господина Станислава Шишлы; Нивье (Нухве) господина Мартина с Толыхва (?) с братом; Четверть Радзивиловский гоподина Юръя Дворовского (или Творковского); Рудошаны господина Юрия Ивашкевича; надел отца Эмануэля Ломоновича, пресвитера церкви занарочской и узлянской; Семёновщизну, господ Станислава и Бартоломея Шишлов; Баркловщизну, господина Гедройтя; Довтюны, господина Тизенгауза; Кобыльники и Камаровщизну, гоподина Огинского; Кобыльники, гоподина подскарбия ВКЛ; Кривец, гоподина Урбановича; Коселовщизну, гоподина Юшкевича; Козинец, гоподина Сулистровского; кобыленскую плебанию.
Летом 1708 года через Кобыльник и Мядель проходил 11-тысячный корпус шведского генерала Адама Людвига Левенгаупта, который двигался в направлении Долгинова (прибыл на двухнедельный постой 15 августа). Известный краевед Адам Киркор в своём очерке на польском языке «Краеведческие путешествия по Виленской губернии» (8 июля 1855 г.) написал, что во время Северной войны 1700—1721 гг. в Кобыльнике некоторое время находился шведский король Карл XII. Этот факт не находит документального подтверждения.
В результате второго раздела Речи Посполитой (1773), Кобыльник стал пограничным местечком с Российской империей. В то время Кобыльник был приходским центром Завилейского повета Виленского воеводства.
В 1794 году вспыхнуло восстание под руководством Тадеуша Костюшко. В Кобыльнике располагался авангард 27-го Завилейского полка повстанцев, который возглавляли генерал-майор Ксаверий Зенькович, полковник Чехович и подполковник Я. Зенькович. В скором времени в Кобыльнике были сосредоточены основные силы Завилейского полка в количестве более 700 человек с тремя пушками. Однако после ночной атаки российскими войсками под руководством генерала Германа, повстанцы вынуждены были отступать к Михалишкам (сведения с допроса подполковника Я. Зеньковича в смоленской комиссии 22 февраля 1795 года).

Дополнительные сведения про Кобыльник времен восстания можно узнать из протокола допроса управляющего имением Волколата М. Реута: 
«Допросом же он, Реут, показал, что в российском подданстве не состоит. Мятежник Зинкович был ему знаком потому, что он, сделавшись поветовым генералом Ошмянского повету, приезживал в дом писаря минского Антония Свянторецкого, состоящий в деревне Кобыльниках, в которой он, Реут, находился управителем и выбирал в польскую службу крестьян. А хотя он, Зинкович, и приказывал ему, Реуту, чтоб в Кобыльниках и в его, Зинковича, деревне Веричите положить яду в мед, дабы, когда российские солдаты придут, оным их отравить, но он, Реут, яду нигде не клал, боясь греха, шпионом у него, Зинковича, не бывал, российских курьеров никогда не ловил, но напротив делал им всевозможное пособие и господин его, Свиторецкой, с польскими мятежниками никакого сообщества не имеет, но всегда их удаляется».

### Российская империя
После третьего раздела Речи Посполитой в 1795 году, территория Белоруссии вошла в состав Российской империи. В том же году российскими властями была образована Виленская губерния из бывших Виленского, большей части Трокского воеводств, а также Жемайтского староства.
В Отечественную войну 1812 года через Кобыльник отступали части 6-го пехотного корпуса генерала от инфантерии Дмитрия Сергеевича Дохтурова (20 июня). Французские солдаты во главе вице-короля Италии Евгения Богарне и генерал-полковника кирасир Сен-Сира прибыли в Кобыльник со стороны Михалишек и затем направились в Глубокое.
В 1847 году Кобыльник состоял из двух одноимённых имений. Первая часть местечка состояла из 8 дворов, насчитывала 43 жителя и находилась в собственности господина Свентаржецкого. Здесь работали мельница и винокурня (с 1845 года). К этому же имению принадлежали 4 деревни и 2 застенка. Вторая часть Кобыльника принадлежала братьям Иосифу и Сигизмунду Шишкам. В этой части Кобыльника было 17 дворов и 105 жителей, имению принадлежала ещё одна деревня. В 1847 году в местечке проживало 140 евреев.
Адам Киркор в своих очерках под названием «Краеведческое путешествие» отмечает, что в 1855 году Кобыльникскому имению принадлежала часть озера Нарочь: «Нарочь считается крупнейшим озером в Литве: оно имеет 7 миль в окружности, 11500 сажени длины, 7500 ширины и 15 глубины. Господину Генриху Свентецкому принадлежит 12 верст берега того озера, а значительный участок также к имению Кобыльник господина Шишки».
В 1861 году часть имения Кобыльник, которым владел Свенторжицкий, насчитывалось 206 крепостных душ мужского пола (в том числе 1 дворового) и 33 двора, из которых 16 были издельные и 16 оброчных.. Всего удобной земли в имении было 693 десятины (по 3,4 десятины на душу). Величина денежного оброка была по 30 руб. с оброчных дворов.. Кроме того, они выполняли перевозки — 300 верст дороги, отбывали 24 дня в рабочее время или платили 15 руб. Натуральные повинности были со дворов следующие: очередной караул, гуся, копу грибов, 2 курицы. Пригона со двора было по 156 дней для крепостных мужского и женского пола. Сгона — по 24 дня со двора.
В имения Кобыльник, которым владели Шишки, числилось 109 крепостных душ мужского пола (в том числе 19 дворовых) и 24 двора, все издельные.. Всего удобной земли в имении было 480 десятин (по 3,3 десятины на душу). Величина денежного оброка была по 3 руб. с 8 барщинных дворов.. В качестве натуральной повинностивыполняли караул. Пригона отбывали 16 дворов по 156 дней крепостные мужского пола и по 104 либо 52 дня женского пола. Сгона было по 6 дней с рабочей души мужского и женского пола.
Во время восстания 1863 года, в апреле месяце возле Кобыльника проходил отряд повстанцев во главе с Густавом Чеховичем. 12 июня 1863 года из Свенцян в Кобыльник и далее в Кемелишки выступили две роты лейб-гвардии гренадерского полка и 15 казаков во главе с полковником Розлачем. Помимо военных мер, принимались экстренные административно-командные меры. Например, для покрытия убытков от восстания царскими властями был введён 10 % налог на ряд имений, в том числе Кобыльник. Господину Шишку был начислен налог в размере 218 рублей 75 копеек. На основании российских источников известно, что в восстании принимали участие Феликс и Игнатий Пшиемские из Кобыльника, а также дворянин из имения Кобыльник Винцент Томкевич.

В четвёртом томе «Географического словаря Королевства Польского и прочих славянских стран» (Варшава, 1883) про Кобыльник была напечатана отдельная статья:
«Кобыльник, Кобыльники, местечко, Свенцянский повет, в 3-м полицейском округе, в 105 км от Вильно, в 49 км от Свенцян, над рекой Сырмеж, 709 жителей, владение Свенторецкой, Сигизмунда Шишки и Вансовича. В 1866 г. в местечке и двух фольварках: 33 дворов, 370 жителей, из них 7 православных, 190 католиков, 164 евреев, 6 магометан, 4 старовера, 5 ярмарок в году. Приходской костел Св. Андрея Апостола, построен из дерева в 1651 году с помощью гражданина Свирского. На кладбище часовня. Католический приход Свирского деканата: душ 4630, часовня в Помошье. В XVI в. владение кн. Збаражских, затем Кобыльник перешел к Абрамовичам. Писарь ВКЛ Людвиг на Бакштах Хоминский продал каштеляну Ошмянскому Мартину Оскерко (единственному, кто был каштеляном Ошмянским); от Оскерков Кобыльник был приобретен Антонием Свенторецким. Кобыльникская волость насчитывает 315 дворов, 3487 жителей обоего пола; состоит из 4 сельских округ: Кобыльник, Свираны, Вереньки, Хомейки; имеет 67 сел».
В 1885 году в Кобыльнике были костел, церковь, богадельня, синагога, работали 4 магазина и корчма. В то время проводилось 5 ярмарок в год и торжок по вторникам. В 1885 году в Кобыльнике было 17 дворов, 172 жителей и 311 мещан.
В 1892 году открылось народное училище. В 1892/1893 учебном году в нём обучалось 59 мальчиков и 2 девочки, в 1900/1901 — 75 мальчиков. 29 апреля 1896 года местечко Кобыльники Свенцянского повета было избрано местом сдачи льготных экзаменов для учеников Кобыльникского и Занарочского народных училищ. Председателем комиссии был назначен священник Засвирской церкви Николай кустов. В книге «Память: Мядельский район» (1998) на странице 99 размещён оттиск печати Кобыльникского начального народного училища. В начале XX века учителем был Ал. Кулик.
В 1897 году в местечке проживал 591 еврей (56 %). Во второй половине XIX столетия раввином в Кобыльнике был Шолам-Арье Штам, в начале XX столетия — Хаим Любоцкий.
В 1903 году в местечке работал казённый винный магазин, приёмное отделение, почтовая станция по дороге Комаи — Кобыльник. В начале XX столетия в местечке была мельница, рыбные пруды в господской усадьбе. В 1905-1913 гг. в Кобыльнике работала винокурня на паровом двигателе.

### Первая мировая война

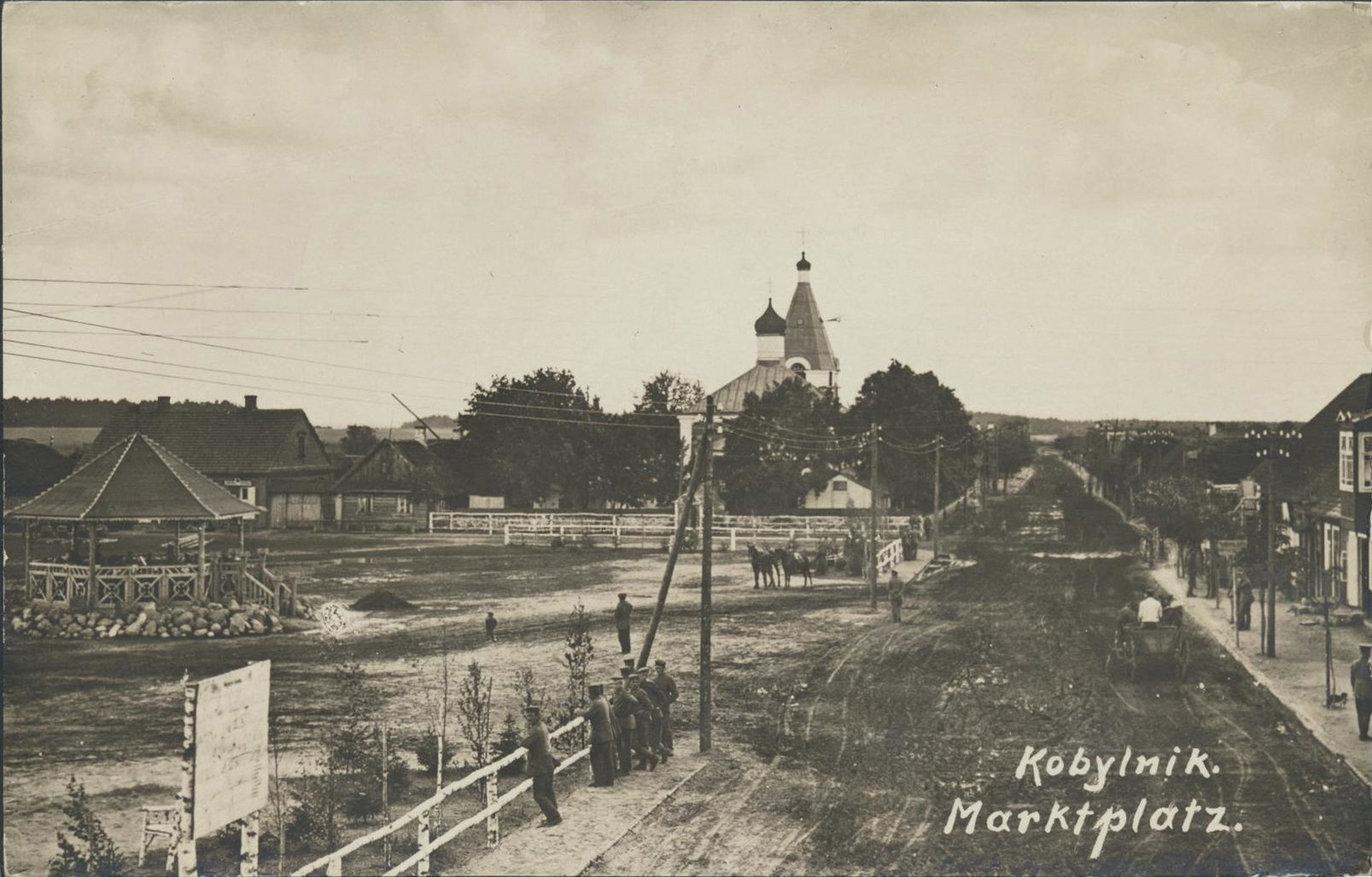
Кобыльник в 1916 году

В сентябре 1915 года в результате Свенцянского прорыва Кобыльник оккупировали войска кайзеровской Германии. Линия фронта пролегала возле деревни Пасынки (6 км на восток от местечка). В усадебном доме в Кобыльнике располагался штаб немецкого XXI усиленного корпуса под командованием генерала Оскара фон Гутьера.
2 ноября 1915 года «Моран-Парасоль» 1-го корпусного авиаотряда (военлет — сотник Зверев, летнаб — корнет Фёдоров) сбросил на германский аэродром в деревне Кобыльники четыре пудовые бомбы.
XXI корпус отличился во время Нарочской операции в марте 1916 года, когда смог удержать линию фронта от прорыва превосходящих сил Русской императорской армии.
В православной Свято-Ильинской церкви располагался госпиталь для раненых. Погибших немецких и российских солдат хоронили на католическом кладбище. 16 июля 1916 года состоялось торжественное открытие памятника воинам XXI армейского корпуса в Кобыльнике.
16 июля 1916 года (по ст. ст.?) в сводках Ставки Верховного Главнокомандующего русской армии было отмечено: «Севернее озера Мядзиол прапорщик Томсон на аппарате „Ньюпор“ преследовал немецкий „Альбатрос“ и гнал его до м. Кобыльники. „Альбатрос“ ушёл по направлению на северо-запад, а Томсон, обстреляв из пулемёта лагерь на аэродроме в районе Кобыльники, благополучно возвратился».
Из журнала боевых действий 1 отряда истребителей за январь 1917 года: 
«Летчики Терентьев и Вакуловский, 21 января 1917 г. Вылетали при сильном морозе (24,2˚) для бомбардирования аэродрома противника в Кобыльниках. Подходя к аэродрому противника, прапорщик Терентьев начал пикировать. В это время два неприятельских самолета пошли со снижением на нас. Поручик Вакуловский, перерезав дорогу, выпустил несколько патронов по „Альбатросу“, атаковал второй моноплан, — по-видимому, истребитель. В упор расстрелял всю обойму, после чего самолет противника отвесно пошел вниз. Повернув, атаковал вторично „Альбатрос“, но тот не принял боя и ушел на Свенцяны. В это время прапорщик Терентьев на малой высоте сбросил бомбы и обстрелял из пулемета аэродром. Поручик Вакуловский, подойдя до Серенчан, сбросил ещё две бомбы и, возвращаясь, с высоты 600 метров обстрелял из пулемета стреляющую по нем батарею у Д.Пилякик* у Нароча». (Примечание в подлиннике. У всех обнаружено обмораживание. Прапорщик Терентьев отморозил правую щеку, не сильно. Подпоручик Вакуловский обе щеки до второй степени. Поручику Вакуловскому при перемене обоймы последняя прилипла к пальцам и проморозила до костей).
Журнал «Разведчик» 7 февраля 1917 года скупо сообщил следующее: «24 января. Два наших лётчика сбросили бомбы на аэродром противника в мест. Кобыльник (севернее оз. Нароч)».
Во время войны военнопленными и гражданскими была проложена узкоколейка, которая соединяла Лынтупы и Кобыльник. От Кобыльника узкоколейка расходилась в двух направлениях: через Гуменики на Поставы и в сторону Мядельского озера.
В фондах Мядельского музея Народной Славы хранятся воспоминания жителя местечка Малиновского про Кобыльник в годы Первой мировой войны. Согласно воспоминаниям, местные евреи создали дружину для помощи немецким жандармам.
Сохранился также немецкий фотоальбом Кобыльника (часть вторая) времен войны. В нём можно увидеть различные фотографии: Kobylnik im Schnee Kanzleistrasse, Kobylnik: Russische Hütte im Schnee, Wilnaer Straße in Kobylnik, Röm.-Kathol. Kirche in Kobylnik, Kobylnik Westeingang и прочие. В фотоальбоме есть немецкий план Кобыльника (масштаб 1:5000). Местечко в то время насчитывало 7 улиц, среди которых Мельники-штрассе (вела в сторону д. Мельники), Виленская (в сторону д. Швакшты), Поставская (в сторону д. Гуменики), Мядельская (в сторону Мяделя). Mühlen-Straße (улица с мельницей) называлась улица, что вела в направлении д. Кусевщина. Schemo-Straße (Шеметовская) называлась центральная улица, что проходила возле православной церкви. Параллельно пролегала улица Kanzlei-Straße (Канцелярская). Речка Малиновка на карте отмечена как Sermesch-Bach (ручей Сырмеж).

### Советско-польская война
В 1919 году в местечко вошли польские войска. В начале 1920 года войска Западного фронта Красной армии во главе с М. Тухачевским подготовили план наступления на Варшаву. Для обеспечения безопасности фланга Красной армии, между РСФСР и Литвой был заключён мирный договор (12 июля 1920 года). Согласно договору граница между государствами проходила вдоль линии российско-германского фронта времен Первой мировой войны. Кобыльник, в соответствии с договором, должен был оказаться в составе Литвы. Однако ещё 11 июля 1920 года в Кобыльник вошли кавалеристы 18-й дивизии 4-й армии (т. н. «первые Советы»). По воспоминаниям старожилов местечка, большинство кавалеристов было азиатского происхождения и занималось открытым грабежом жителей местечка.

### II Речь Посполитая
В октябре 1920 года Кобыльник оказался в составе Срединной Литвы. Позднее местечко вошло в состав межвоенной Польской Республики, где стало центром гмины Поставского повета Виленского воеводства. 1 апреля 1927 года с Кобыльникской гмины была исключена деревня Гирины, которая была присоединена к Мядельской. В то же время Занарочская гмина полностью включалась в состав Кобыльникской (согласно приказу министра внутренних дел Славоя Складковского от 11 февраля 1927 года).
По состоянию на 1931 год в местечке располагались костел, синагога, церковь, мельница с лесопилкой, производство кирпича, аптека, пожарное депо. Кобыльникская гмина располагалась в каменном здании на улице Ю. Пилсудского. Полицейский участок располагался на пересечении Поставской улицы и рыночной площади. Почтовое отделение находилось на улице 3 Мая. По проекту маршала Ю. Пилсудского «100 школ на Виленщине» в Кобыльнике была построена общеобразовательная семиклассная школа. Школа была из дерева и построена в виде буквы L — в память польских легионов (длина — 90 м, пристройка — 40 м, общая ширина — 12 м).
Центром культурной жизни местечка был Дом Людовый (на площади перед костелом), в котором располагались танцевальный зал и сцена для театральных выступлений. В Доме Людовом демонстрировались киноленты выездного кино. Кобыльникской добровольческой пожарной дружиной был создан оркестр. Помимо майских празднеств, оркестр выступал на различных государственных торжествах.
Значительное место в социально-экономической и культурной жизни местечка занимала еврейская община. Меер Свирский вспоминал: «Это было местечко, в котором проживало около тысячи человек, третья часть из них — евреи. Магазины в большинстве принадлежали им, да и ремесленники в основном были они. Помню, как здесь стояли еврейские магазинчики и швейные мастерские, трудились портные, кузнецы и жестянщики. Мы проживали здесь по соседству с белорусами, поляками, татарами. Каждый жил и верил по-своему в того же Бога… Это был рай моего детства». Всего в Кобыльнике проживало 65 еврейских семейств.
В местечке было развито предпринимательство. По вторникам в местечке проводились торги, раз в месяц — ярмарка. В местечке был частный кожевенный завод, в котором обрабатывались шкуры овец и телят для производства обуви. Действовало предприятие по обработке шерсти, 2 кузницы, 2-3 столярные мастерские, в одной из которых выпускали даже лыжи, 2 станка для ремонта велосипедов, мастерские по производству колес и товаров их жести. Господин Казакевич организовал производство бетонных кругов для колодцев. В местечке работало несколько швей, мужские и женские портные. Свои услуги оказывал частный фотограф Александр Дергач и 2 парикмахерские. Функционировал кабинет по приему больных доктора Дубовецкой и фельдшера Бронислава Шутовича. Работали 2 хлебопекарни, 2 мясные лавки, молочный магазин, 2 ресторана. Свои услуги оказывали магазины по продаже потребительских товаров и текстильных изделий, один магазин с хозяйственными товарами и обувью.
Согласно плану Кобыльника 1939 года, напечатанного в краеведческой книге Бориса Львова, местечко насчитывало 10 улиц. Мядельская, Кусевская (в конце улицы была мельница), Купская (современная Партизанская) и Поставская по-прежнему так называются среди жителей местечка. Улица 3-го Мая проходила перед площадью до поворота в сторону костела, Виленская пролегала вдоль Дома Людового и костела. На улице Ю. Пилсудского располагались здания пожарной охраны и школы, на другой стороне улицы находилось здание гминного управления. Завершалась улица возле усадебного дома господина Пикутовского. Улица Гминная соединяла улицу Ю.Пилсудского и сырмежскую дорогу. Параллельно Гминной и перпендикулярно улице Ю. Пилсудского, располагалась улица Пекная (Красивая), которая была на деле скорее заулком. Центральная улица, которая пролегала от рыночной площади до поворота на Купскую, носила имя Жвирки и Вигуры. Франтишек Жвирка (родом со Свенцян) — спортивный воздушный ас, участник Первой мировой войны. Совместно с бортинженером Станиславом Вигурой в Берлине завоевали первое место и выиграли международный кубок в воздушных соревнованиях под названием Challenge 1932.
«Информационный бюллетень» секции по изучению Западной Белоруссии при Институте истории АН БССР в № 12(45) за декабрь 1936 года сообщает:
«Недавно завершено строительство дороги Вильня- Кобыльники — Вереньки — Поставы. „ИКЦ“ подчёркивает, что эта дорога имеет не только огромнейшее значение для развития деревообрабатывающей промышленности, но и исключительно важное стратегическое значение, так как она соединяет Вильно с самым большим в Польше озером Нарочь, и что через определённое время это шоссе соединит Польшу с Латвией и СССР» («ИКЦ», 5/XII-36 г.).
По случаю завершения строительства 4-километрового участка узкоколейной железной дороги Кобыльник — озеро Нарочь в 1937 году с торжественной речью выступил архиепископ Ялбжиковский:
«Четыре километра узкоколейки — улыбнётся снисходительно или иронично житель столицы, правильно воспринимая узкоколейные железные дороги за пережиток прошлого. Однако это не пережиток на Восточных Кресах, где недостаток путей сообщения ощущается весьма основательно. По этой причине инициатива Лиги поддержки туризма — организации, которая принесла Польше уже не одну полезную инвестицию — здесь пошла в нужном направлении. Нарочь — „Виленское море“ — самое крупное озеро Польши, теперь, с 5 июня [1937 г.] имеет железнодорожное сообщение […]
Да настоящего времени „Виленское море“ было доступным только для людей, закалённых в трудностях. Путешествие из Вильны до Кобыльника занимало около 10 часов, потому что эти последние 4300 метров необходимо было брести по бездорожью. Сейчас из Вильны нужно ехать едва ли 4 часа (включая пересадку в Лынтупах с „нормального“ на узкоколейный паровоз), причем железная дорога подходит к самому берегу озера, почти до школьного лагеря и базы Лиги Морской и Колониальной. Эта железная дорога принадлежит к самым живописным в Польше. Некоторые её участки (особенно возле Ольшево), живо напоминают Шварцвальд или Вогезы. Колея вьётся серпантином по высокой насыпи, среди густого бора, перескакивая через яры, на дне которых бегут стремительные речушки, где водится форель. Последний отрезок железной дороги с нарочанским пейзажем самый красивый. Ради одного этого зрелища стоит сюда приехать. Маленький вокзальчик, гармонично вписавшийся в окружающую местность, выдержан в своеобразном стиле, а построен… из вагонных кузовов, изменённых до неузнаваемости. Далее простираются почти 80 квадратных километров водного пространства, покрытой яхтами, катерами, лодками, байдарками […] Строительство дороги, под руководством инженера Забаклицкого, было завершено в рекордный термин — 3 месяца. Из общего бюджета около 70 тыс. злотых, 60 % дало Министерство Коммуникации, а остаток — Лига поддержки туризма» (Журнал «Turysta w Polsce», 1937 г.).
В местечке с 1923 года действовала Кобыльникская партийная ячейка КПЗБ. В 1926 году ячейка преобразована в подрайонный комитет. В состав организации входили секретарь Александр Каркоз («Белый»), казначей Иосиф Тункевич («Дядя Толя»), техник Филипп Середа(«Середняк») и его жена Мария, Франтишек Сильванович, Мартин Подгайский, Леон Карпов, Юльян Зарецкий. Явочной была квартира местного портного Иосифа Здановского. Подпольщики не догадывались про репрессии в БССР. 02.01.1933 г. тройкой при ПП ОГПУ по БССР был осуждён на 5 лет трудовых исправительных лагерей рабочий артели «Красный кожевенник» (м. Смолевичи) Адам Ибрагимович Асанович, уроженец м Кобыльник Виленской губернии. Реабилитирован был 26.12.1989 г. В 1937 году также был репрессирован еврейский поэт, драматург и прозаик Мойша Кульбак, который в одном из своих ранних стихотворений на еврейском языке описывает Кобыльник во время посещения своего дедушки.

### Вторая мировая война

#### Начало войны
В соответствии с секретным пактом Молотова — Риббентропа, территория Польской Республики подлежала разделу между Германией и СССР. Большая часть Виленщины вместе с городом Вильно должна была отойти к Литве.
1 сентября 1939 года началась Вторая мировая война. Уроженцы Кобыльникской гмины в составе польских вооружённых сил первыми приняли на себя удар Германии. Жителя местечка Чеслава Левицкого за две недели перед нападением немцев мобилизовали в 6-й пехотный полк в Вильно. После начала боевых действий дивизию в составе 5-го и 6-го Виленских полков, 85-го Молодечненского и 77 Лидского полков повезли по железной дороге в Белосток, который к тому времени был разбомблён немецкой авиацией. С Белостока дивизию пешью отправили в пограничный город Пултуск. Каждому солдату была поставлена задача убить по три немецких солдата, так как немцев было в 3 раза больше. Вглубь территории Германии дивизия продвинулась на 15 километров. Потом дивизия с тяжёлыми боями вынуждена была отступать до Седлиц, где была окончательно разбита. Чеслав Левицкий попал в плен. Был освобождён советскими войсками весной 1945 года, после прохождения фильтрационного лагеря был отправлен на строительство газопровода Саратов-Москва. В боях с немцами принимал участие и его родной брат — Ричард Левицкий, который был поручиком противовоздушной артиллерии (часть дислоцировалась в Парубанке возле Вильно). После войны Ричард переехал жить в Ольштын (Польша). Чеслав после войны жил в Кобыльнике.

17 сентября 1939 года части Красной армии перешли советско-польскую границу. В «Дневнике боевых действий Белорусского фронта» 17 сентября было записано: 
«Авиация 3-й армии осуществляла полеты в районах Поставского укрепленного района, озера Свирь, озера Нарочь, озера Мядель, Глубокого, Свентян, Лынтуп, Вилейки с целью определение мест расположения польских военных аэродромов, мест дислокации польских войск в районах старых немецких укреплений… В районе озера Нарочь были встречены польские самолеты PZL-24».
Часть польских военнослужащих попала в советский плен. В СССР накануне нападения фашистской Германии из военнопленных начала формировать польская армия под руководством генерала Андерса. В ряды армии Андерса попал уроженец Кобыльника Болеслав Балаш (10.10.1919 г.р.), старший улан. Погиб 17.07.1944 под Лорето (Италия). В армии Андерса также служил Болеслав Барковский, который после войны проживал в Австралии. Согласно завещанию похоронен на католическом кладбище в Кобыльнике. Кроме того, в армии Андерса воевал ещё один уроженец Кобыльника — Мечислав Можейко, который после войны проживал в Великобритании.
Территория Мядельщины была занята военнослужащими 27-й Омской дважды Краснознамённой стрелковой дивизии. Военный корреспондент Николай Васильевич Краснопольский (1898—1964) в книге на белорусском языке «Авеяная славай» поделился своими впечатлениями: «Поход этот был настоящим триумфальным шествием полков дивизии. Он шёл через Лепель, Докшицы, Кобыльник, Сморгонь… Население сел, деревень поголовно выходило встречать бойцов с осенними цветами, женщины угощали молоком, яблоками, подносили на вышитых полотенцах хлеб-соль. В городах вспыхивали стихийные митинги».
Западная Белоруссия вошла в состав БССР. При «вторых Советах» в усадебном доме пана Пикутовского была организована местечковая больница. В амбаре расположился гарнизон красноармейцев.

13.12.1939 года из Кобыльникского волостного правления Поставского уезда была отправлена телеграмма в ЦК КП(б)Б тов. Пономаренко следующего содержания:
«Просим срочно прислать нам десять машин соли и две машины керосина на Кобыльницкое волпо. Население страдает, появились факты заболевания. Товары высланы, но где-то застряли и не можем разыскать. Кобыльник, Поставский уезд, волпо. Франц Коровацкий».
12 октября 1940 года статус Кобыльника понизили до деревни, которая стала центром сельсовета Мядельского района Вилейской области, с 20 сентября 1944 года — в составе Молодечненской области.

#### Советские репрессии
17 апреля 1940 года в Кобыльнике была выявлена и обезврежена «контрреволюционная повстанческая организация». Следственное дело под № 66777 было возбуждено на 11 жителей местечка. В книге В. Адамушко, Н.Ивановой под названием «Помилуйте…»: Документы по репрессиям 1939—1941 гг. в Вилейской области" (Молодечно, 1992) приводятся некоторые документы до данному делу. Один из 11 «повстанцев» Бронислав Муравский позднее вспоминал, что им освободиться удалось лишь благодаря побегу из Мядельской тюрьмы.
Иосиф Казимирович Дубовский и Тадеуш Станиславович Третьяк проходили по делу поставского поветового «Союза объединения народа» (ОЗОН). Из постановления на арест: «… в Кобыльникской волости — Дубовский — бывший войт, участник патриотической организации „резервистов“, крупный арендатор земли и Третьяк — помещик».

#### Немецкая оккупация
Во время немецкой оккупации территория Мядельского района делилась на три гмины или волости: Кобыльникская, Мядельская, Слободская. Территория района входила в состав Вилейского гебиткомиссариата генерального округа Белоруссия". В состав Кобыльникской волости входило 219 населённых пунктов, в состав Мядельской — 140, Слободской — 84. Кобыльникская волость являлась пограничной с оккупированной немцами Литвой.
Железнодорожная станция в Кобыльнике во время войны принадлежала Литве. По утверждению местной жительницы Зоси Дергач, на станции располагались литовские связисты. Огромное деревянное здание станции находилось напротив завода безалкогольных напитков.
Литовские военнослужащие довольно часто посещали белорусские деревни и грабили жителей. 20 декабря 1943 года председатель Кобыльникской волости докладывал:
«Господину начальнику района в Мяделе. Докладываю, что на территории волости Кобыльник часто прибывают литовские отряды вермахта из Комай и Константиново (Литва) и несправедливо отбирают у населения этой волости сельскохозяйственные продукты без расписок. Опись отобранных в ноябре и декабре 1943 г. сельскохозяйственных продуктов прилагаю».
Во время войны в Кобыльнике действовала школа с белорусским и немецким языками преподавания. В 1941 году немецкими властями был создан полицейский участок. комендантом Кобыльника являлся Лёйтман, который отличался жестокостью характера. Когда от него забеременела девушка-переводчица по фамилии Кунцевич, приказал её расстрелять (согласно законам Третьего Рейха «арийцам» запрещалось иметь какие-либо связи с «неарийским» населением). Позднее Лёйтман был убит партизанами и над местными жителями нависла угроза уничтожения. Лёйтман относился к категории «застрахованного». Это значило уничтожение заложников в случае гибели немецкого офицера, в данном случае — жителей Кобыльника. Подобного рода карательная акция была осуществлена гитлеровцами в мае 1942 года в окрестностях Лынтуп после убийства партизанами гебитс-комиссара Бека и начальника жандармерии из Вилейки Криля. Однако спасение для местных жителей пришло совершенно неожиданным образом. Прилетел на самолёте генерал, отец погибшего Лёйтмана, и приказал не трогать мирных жителей.
В 1941—1942 годах нацисты убили евреев — узников местного гетто. Уроженец Кобыльника Меер Свирский в 1995 году в Израиле составил список евреев Кобыльника, которые стали жертвами Холокоста. Этот список был напечатан на страницах книги «Память Мядельского района». В нём присутствуют имена 335 евреев Кобыльника. 192 еврея из Кобыльника были убиты в самом местечке. Остальные погибли в различных уголках Белоруссии.
2 июля 1941 года первыми жертвами нацистов стали 7 евреев, в том числе парикмахер Симон Цофнас. 5 октября 1941 года погибли 46 человек, в том числе учитель Файфель Шапиро и раввин Лейб Маковский. 21 сентября 1942 года были уничтожены 118 евреев, в том числе главный раввин Исаак Машиц и раввин Иуда Лейб Айнбиндер. Перед расстрелом в 1942 году, евреев привели в Дом Людовый, где приказали раздеться и сложить свои пожитки. Затем колону евреев повели «дорогой смерти» к выкопанной братской могиле за Кобыльником. Могилу рыла команда евреев под присмотром полиции.
В списке Меера Свирского есть упоминание, что Хаим Лейбович Гильман погиб 13 августа 1944 года на фронте.
Местного священника православной церкви во время службы забрали гестаповцы и больше его никто не видел. В гестапо поступил донос, что у священника хранились вещи местных евреев. Местные жители, рискуя своими жизнями, спасали местных евреев. Еврейским мемориалом катастрофы и героизма «Яд ва-Шем» жители Кобыльника Иосиф Тункевич, Ян Валай и Адольф Желубовский признаны «Праведниками народов мира» за спасение жизней местных евреев.

#### Партизаны
В Центре общественных объединений и организаций Национального архива Республики Беларусь хранится листовка Вилейского обкома КП(б)Б за январь 1943 года. Текст листовки также напечатан в книге «Память: Мядельский район». В ней упоминается про уничтожение 50 мирных жителей Кобыльника, среди которых были нарочанские рыбаки.
В. Кузьменко на страницах той же книги «Память» описывает «героический разгром» немецкого гарнизона в Кобыльнике советскими партизанами:
«Когда немного окрепли, начали нападать на опорные пункты, на гарнизоны. Вот как был разгромлен гарнизон в Кобыльнике 8 октября 1942 г. Отряд имени Суворова под руководством Ф. Г. Маркова решил осуществить это днём, врасплох захватить противника, который по своему количеству втрое превосходил партизан. Сработала хитрость. Проведя разведку, партизаны разделились на 3 группы, переоделись в крестьянскую одежду и на 20 подводах, одна группа, имитируя проезд свадьбы, и вторая, также маскируясь, приблизились к гарнизону. С шумом и стрельбой, на большой скорости неожиданно ворвались в местечко и окружили опорные пункты. К укреплённым зданиям жандармерии и полиции добежал мало кто из защитников гарнизона. За 2 часа боя партизаны подавили огневые точки фашистов, сожгли станцию узкоколейки, здания управления и жандармерии, склад, уничтожили несколько автомобилей и отошли».
Данные сведения являются устаревшими и почерпнуты из книги И.Климова «Партизаны Вилейщины», в которой исторические факты были намеренно сфальсифицированы:
«Бой продолжался около двух часов. В нём убито и ранено 18 немецких солдат и офицеров, а также заместитель начальника мядельской жандармерии и 17 полицаев».
Советскими писателями был придуман «разгром» немецкого гарнизона с целью сокрытия факта имевшего места «погрома» местечка партизанами. Уроженец Кобыльника Ян Дергач (15.04.1930 — 07.09.2002), бывший директор Польского дома в Минске, на страницах периодических изданий выступил с опровержением домыслов советской пропаганды. Его воспоминания на польском языке печатались в газете «Głos znad Niemna» и в переводе на белорусский язык поставским издательством «Сумежжа». Вот отрывок из воспоминаний:
«А я свидетельствую про то, что никакого разгрома не было. Нападение было, однако немцы потерь не понесли. В „рапорте“ отмечается число полицаев и немцев в два раза большее, чем это было на самом деле…
А вот сожжённое было, что не отмечалось в рапорте. А сожгли в то время здания школы, Дома Людового, плебании и даже синагогу (в которой очевидно не было никакого немецкого штаба). И что самое интересное — сожжено то, чего вообще не существовало, такие объекты, как „склад с военной амуницией“… Правда, сожгли железнодорожную станцию, однако же та станция во время войны не работала и никому не была нужна…»
Летом 1943 года немецкий гарнизон покинул Кобыльник. Воспользовавшись этим, поселение временно захватили «марковцы», советские партизаны под руководством Ф.Маркова. Во время своей акции партизаны выгоняли из домов жителей местечка, а сам Кобыльник сожгли. Известно, что одним из поджигателей был Володя Кривицкий, который после войны подался в «бандиты» и был ярым борцом с советскими органами власти до начала 50-х гг.
Во время нападения была сожжена усадьба в Кобыльнике. В ней хранилось много овечьей шерсти. Местные жители вытаскивали её и тушили в реке. Сгорел также гостиный дом (на месте автобусной остановки). Здание гостиного дома имело весьма необычную планировку. Под его крышу можно было заехать на повозке по мощёной дороге и спрятаться от дождя. Дом закрывался огромными воротами. В одном крыле дома располагался полицейский участок, во втором — швейная мастерская и магазин, над которым проживали евреи.
Советские партизаны отличились также тем, что в 1943 г. издевались и замучили кобыленского ксендза Павловича.

#### Армия Крайова
В конце 1942 года в окрестностях Кобыльника Антон Чехович (конспиративные имена «Бужинский», «Нурмо», «Кмициц»), заручившись согласием коменданта Виленского округа Армии Крайовой (АК) начал формировать отряд польских партизан. При формировании отряда необходимую поддержку А. Чеховичу оказывал майор Стефан Свеховский («Сулима»), который возглавлял инспекторат «С» (Поставы, Дисна).
Первоначально отряд назывался «Буря». Однако в историческую литературу отряд вошёл под названием бригады Кмицица. Базами для польских партизан в окрестностях Кобыльника были застенок Людвиново семьи Сорок и Дом отдыха для учителей в Купе братье Генриха и Тадеуша Гловацких. Позднее в районе деревни Гатовичи бригада создала полевую базу. Однако из-за разногласий с советскими партизанами, база была захвачена бригадой Маркова и порядка 80 «крайовцев» были расстреляны, в том числе Антон Чехович.
Из воспоминаний Люцины, Ирены и Софии Сорок (перевод с польского):
«Наш отец Юзеф Сороко был родом из Новогрудчины. Во время Первой мировой войны был офицером российской кавалеерии, а после свержения царя служил в корпусе генерала Довбор-Мусницкого. Хорошо знал майора Александра Крыжановского (позднее генерал „Волк“) и его брата. В польском войске получил чин капитана, а после завершения войны с Советами перешёл к гражданской жизни и женился на Алекандре Пшиемской… Родители жили в застенке Людвиново, расположенном среди лесов недалеко от Кобыльника. Отец с самого начала был в польской конспирации, из Вильно приходили газеты и приезжали связисты. Часто бывали майор „Сулима“, „Кмициц“ и участники конспиративной сети из Кобыльника, а потом партизаны. Когда кто-нибудь из них был ранен или больной, тогда у нас лечились. А мы с матушкой, которая знала домашнее лечение травами, были санитарками. Приносили медикаменты и лекарства из Кобыльника (от госпожи Яхимяковой) и с Постав (от госпожи Мороз). У нас хранились фотографии, документы. Все записывалось в „Дневник“ Зоси, благодаря которому можно установить кто и когда к нам приходил. От них остались только подписи, так как фотографий сохранилось мало.
Госпожа Гелена Телюхова, учительница из Кобыльника, передала для отдела штандарт из школы в Матесах. На нём был вышита надпись БОГ, ЧЕСТЬ, ОТЕЧЕСТВО — АРМИЯ КРАЙОВА — БРИГАДА КМИЦИЦА. Вручение штандарта произошло на празднике 3 Мая. Когда бригада Кмицица перестала существовать, то штандарт остался у нас припрятанный. У нас был не только маленький полевой госпиталь, но одновременно связной пункт для партизан, и тех, которые шли в бригаду.
Пришло известие о разоружении Базы, однако отец не желал убегать. Сказал, что здесь в Людвинове его место. Приехало несколько партизан из советской бригады. Кричали: „Ступай на разговор с командиром!“ Обыскали, закрутили руки за спину, подталкивая повели к подводе. Отец хромал на одной ноге, отозвалась рана с первой мировой войны. На ближайшей опушке поймали двух молодых мужчин и тех вместе забрали. Отца наши родственники больше никогда не увидели.
Через некоторое время началась немецкая облава. Сжигали все, воздух наполнился дымом и гарью. Вынуждены были скрываться в лесу на болотах. Они сожгли дом, забрали весь инвентарь, только собаки убежали. Осталось только пепелище. Как немцы через несколько дней отошли, то мы вытащили штандарт, что был спрятан на огороде в торфе. Потом забрали его с собой в поставы, а оттуда в Вильно. Там Люцина участвовала в конспирации. После прихода Советов её искали, один раз убегала без сапог в последнюю минуту. Штандарт, зашитый в подушке, мы привезли с собой в Польшу. Уцелел также и „Дневник“ Зоси с записями партизан. После войны переехали с матушкой во Вроцлав, а штандарт бригады Кмицица в итоге оказался в варшавском Музее Армии Крайовой».
11 августа 1943 года бригада Кмицица разгромила полицейских и немцев, которые отступали из Кобыльника в Мядель.
Из воспоминаний Витольда Тихона («Коршуна»):
«Наиболее значительной акцией была засада на возвышенности Антонисберга на белорусскую полицию. Мы имели преимущество в позиции, людях и огне. Сначала под присмотром пошло стадо скота, которое мы пропустили. Планировал его перехватить „Макс“. Когда подъехали телеги с полицаями, не знаю, что подкосило „Крюка“ (Янек Метлинский), который по своей инициативе выскочил на шоссе задерживать конвой. Началась стрельба и так погиб бесстрашный, способнейший партизан Кмицица».
Из воспоминаний Вацлава Щвелинского («Завиши»):
«В первой половине июля вместе со всей бригадой принимали мы участие в засаде на немцев, которые покидали местечко Кобыльник. Отряд немецких военнослужащих был полностью разбит. Добыто было много оружия и амуниции. Забрали у немцев все, даже скот, который те гнали, переправив его к базе „Б“. Той акцией руководил лично Кмициц… Мы были счастливы, а в жилах сильно пульсировала кровь после хорошо выполненного долга перед Родиной».
В настоящее время удалось установить несколько имен польских партизан из Кобыльника. В бригаду Кмицица из Кобыльника прибыл М. Клевядо («Ястреб»). Молодая девушка Лидия Львова из Кобыльника была связной бригады Кмицица. Активной участницей польского подполья являлась Ванда Колесинская («Бабушка»). Ещё в 1939 году, при приближении Красной армии, она агитировала местных жителей не приветствовать Советы и красный флаг не поднимать. После приезда агитатора, который выступал за войну с Финляндией, «Бабушка» под видом простой сельской женщины своими вопросами выставила его на посмешище. Во время немецкой оккупации, когда майор «Сулима» прибыл в Купа к Генриху Гловацкому, выполняла роль личного курьера для связи с генералом «Волком».
В окрестностях Кобыльника польские партизаны действовали и после окончания Второй мировой войны.

### БССР
В 1944 году, в результате проведения операции «Багратион», Кобыльник и окрестные деревни были освобождены советскими войсками от немецко-фашистских захватчиков. При освобождении местечка особо отличился Фёдор Герасимович Шунеев (24 апреля (7 мая) 1907 — 9 мая 1972) — командир противотанкового орудия 429-го отдельного истребительно-противотанкового дивизиона 306-й стрелковой дивизии 43-й армии 1-го Прибалтийского фронта, старший сержант. За бой возле деревни Гуменники 5 июля 1944 г., впоследствии был удостоен звания Герая Советского Союза.
В 1944 году в Польшу выехала значительная часть католиков, в том числе семья Чеслава и Лидии Мацкевичей с маленькой дочуркой Марилей — будущей женой президента Польши Леха Качиньского. Вместе с тем, католики до настоящего времени составляют большинство жителей местечка.
В 1950 году Исаак Гордон основал в Израиле Общество выходцев из Кобыльника. 16 евреев приехало в Израиль ещё перед войной. Позднее прибыло ещё около 30 выходцев. Стараниями Общества в 1992 году был наведён порядок на еврейском кладбище в Кобыльнике. На братской могиле был установлен памятник и сделана каменная ограда.
Постепенно жизнь в Кобыльнике входила в мирное русло. В 1947 году в деревне появился радиоузел и стал действовать спиртзавод. На спиртзаводе в 1948 году был налажен выпуск безалкогольных напитков, работало 52 работника. В 1990 году на территории завода был открыт источник минеральной воды с запасом на 25 лет. В 1993 году открыт цех по выпуску спирта-сырца (50-60 декалитров в год).
В 1949 году был создан колхоз «Победа». В Кобыльнике было производство сукна, хлебопекарня, 3 магазина, врачебный участок, аптека, клуб, библиотека, почта, изба-читальня.
Уцелевшие коробки больших каменных домов, сожжённые в годы войны, были использованы для строительства маслосырзавода. С 1951 года предприятие начало переработку молока в масло, творог, сметану. В 1952 году при рытье котлована под фундамент нового здания маслосырзавода, был найден монетный клад. В глиняном горшке находились серебряные монеты. На некоторых из них, по словам свидетелей находки, можно было прочитать имя «Сигизмунд». Таким образом, клад можно было отнести к периоду XVІ — XVII ст.
Газета «Савецкая вёска» в № 46 от 5 июня 1949 года сообщала: «Школьники Слободской и Кобыльникской семилеток, которые запланировали экскурсию в районный центр, посетят библиотеку, дом культуры и важнейшие новостройки».
20 января 1961 года деревня вошла в состав Минской области. 28 августа 1964 года советскими властями Кобыльник был переименован в Нарочь.
С апреля 1965 года деревня стала центром совхоза «Нарочь», с 4 сентября 1991 года — центром колхоза «Приозёрный».
С началом горбачевской перестройки, в Нарочи активно стало развиваться предпринимательство.

## Демография
- 1641 год — 122 чел.
- 1866 год — 370 чел., в том числе 190 католиков, 164 иудеев, 7 православных, 6 мусульман, 4 староверов.
- 1883 год — 709 чел.
- 1897 год — 1054 чел.
- 1931 год — 900 чел.
- 1960 год — 1116 чел.
- 1998 год — 2,7 тыс. чел.
- 2005 год — 2,5 тыс. чел.
- 2013 год — 2255 чел.
- 2016 год — 2182 чел.

## Социально-культурная сфера
В агрогородке имеются средняя и музыкальная школы, детский сад, Дом культуры, библиотека, больница, отделение связи, магазины. По состоянию на 2016 год, в Нарочи 34 улицы и 9 переулков.
Улицы: Аэродромная, Гагарина, Железнодорожная, Заводская, Заречная, Зелёная, Кирова, Лесная, Луговая, Маркова, Мира, Молодёжная, Нарочанская, Новая, Озёрная, Партизанская, Первомайская, Пионерская, Подлесная, Полевая, Поставская, Приозёрная, Речная, Рыбацкая, Северная-1, Северная-2, Советская, Солнечная, Сосновая, Строителей, Школьная, Юбилейная, Южная, Я.Купалы.
Переулки: Речной, Железнодорожный, Заводской, Мира, Партизанский, Пионерский, Поставский-1, Поставский-2, Сосновый.

## Промышленность
На территории агрогородка Нарочь расположены производственные предприятия:
- ООО «Винокурня Нарочь»;
- Нарочанский филиал ОАО «Молодечненский молочный комбинат»;
- ООО «Нарочанская нива-2004»;
- СПУ «Нарочьпрофстрой»
- мясокомбинат
- частная пилорама

## Достопримечательности
- Неоготическая католическая церковь святого апостола Андрея (1901).
- Свято-Ильинская православная церковь в Кобыльнике (Нарочь).
- Кладбище солдат Первой мировой войны.

### Памятник, скульптура
- Памятник В. И. Ленину
- Памятник воинам 21 армейского корпуса
- Въездной памятный знак
- В 2019 году в костёле Святого Апостола Андрея установлена памятная доска Марии Качиньской[60][61]

## Фотографии

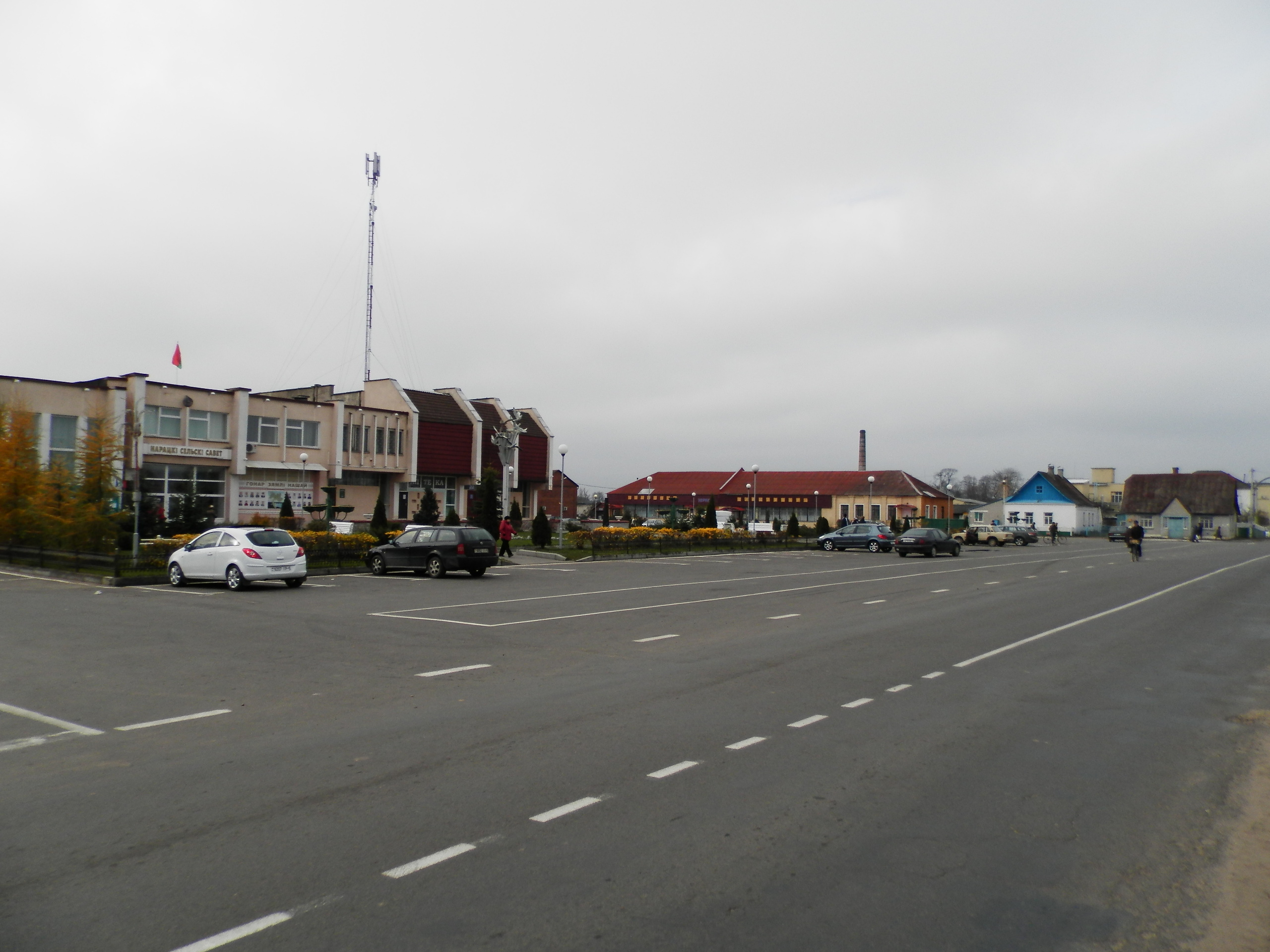
Центр агрогородка
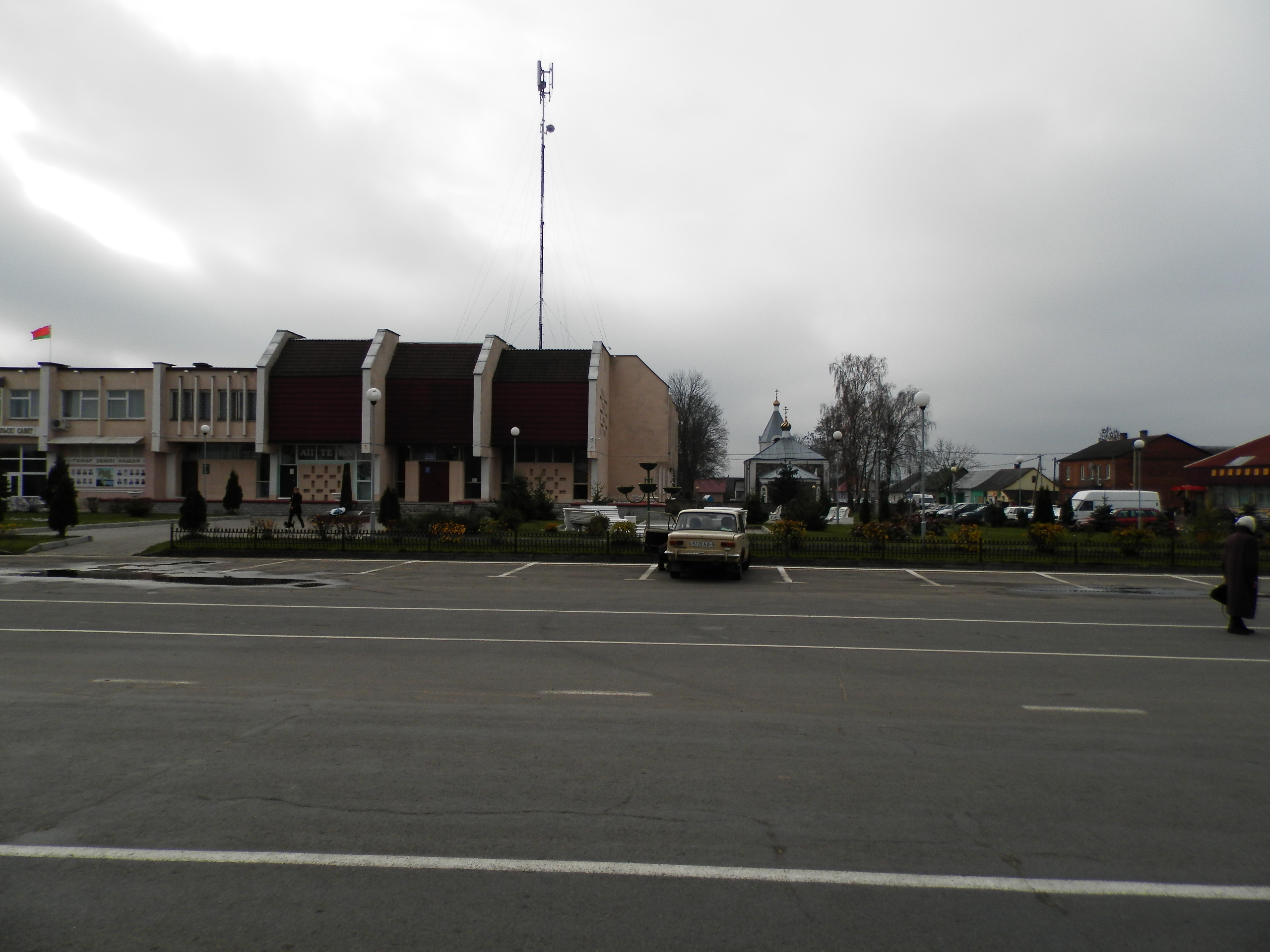
Здание сельского совета
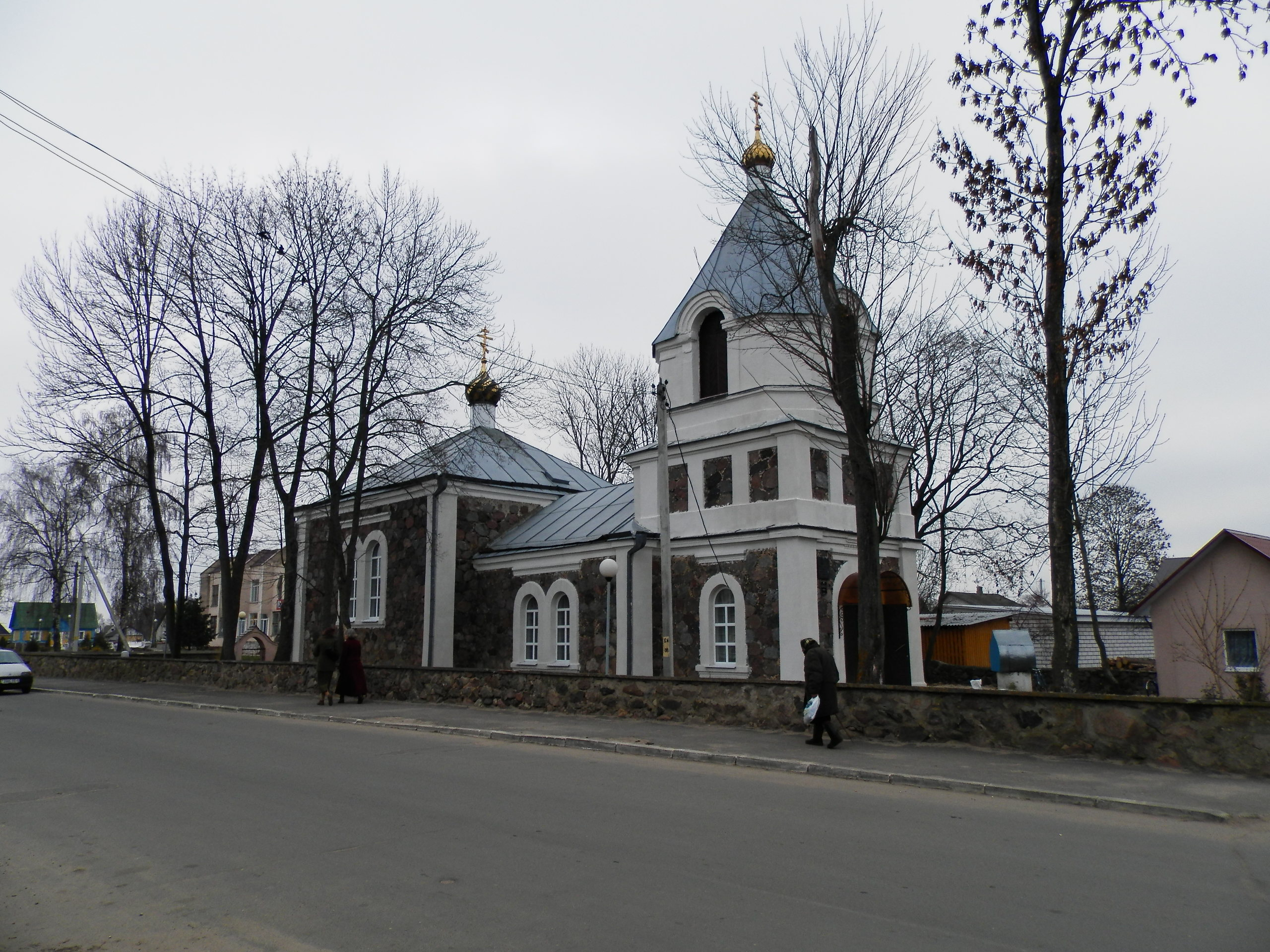
Церковь святого Ильи (православная)
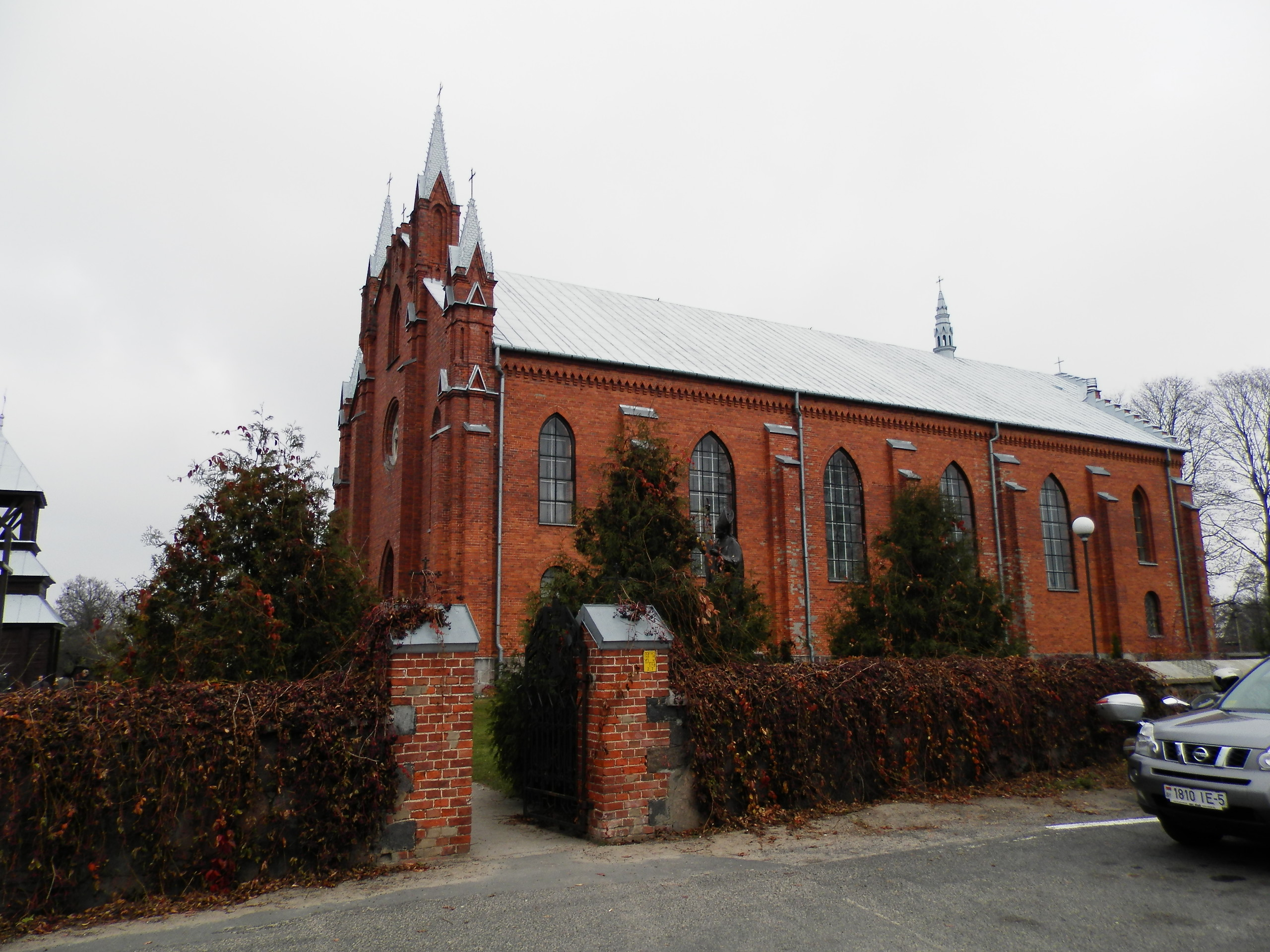
Церковь святого апостола Андрея (католическая)
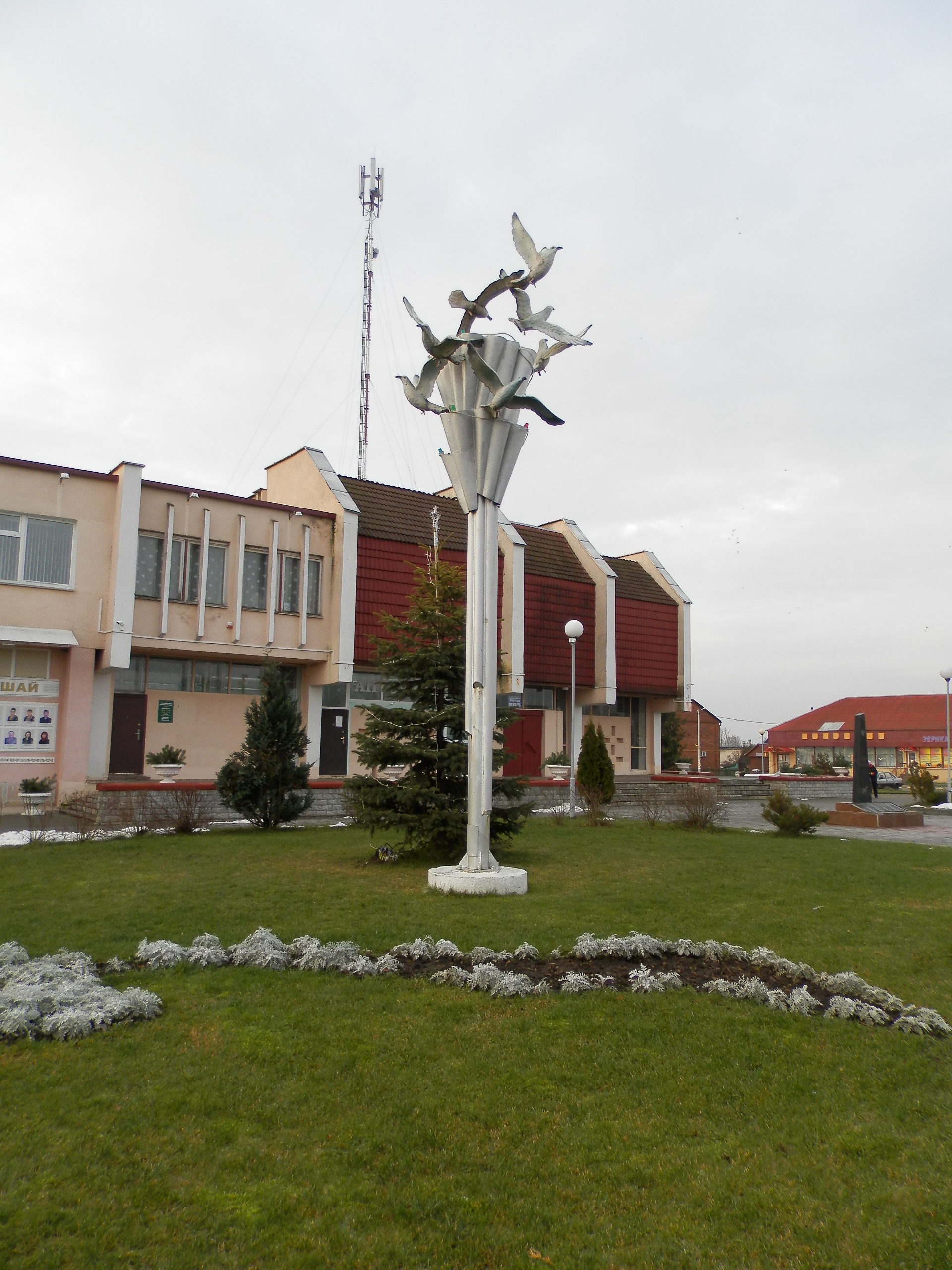
Стела у здания администрации
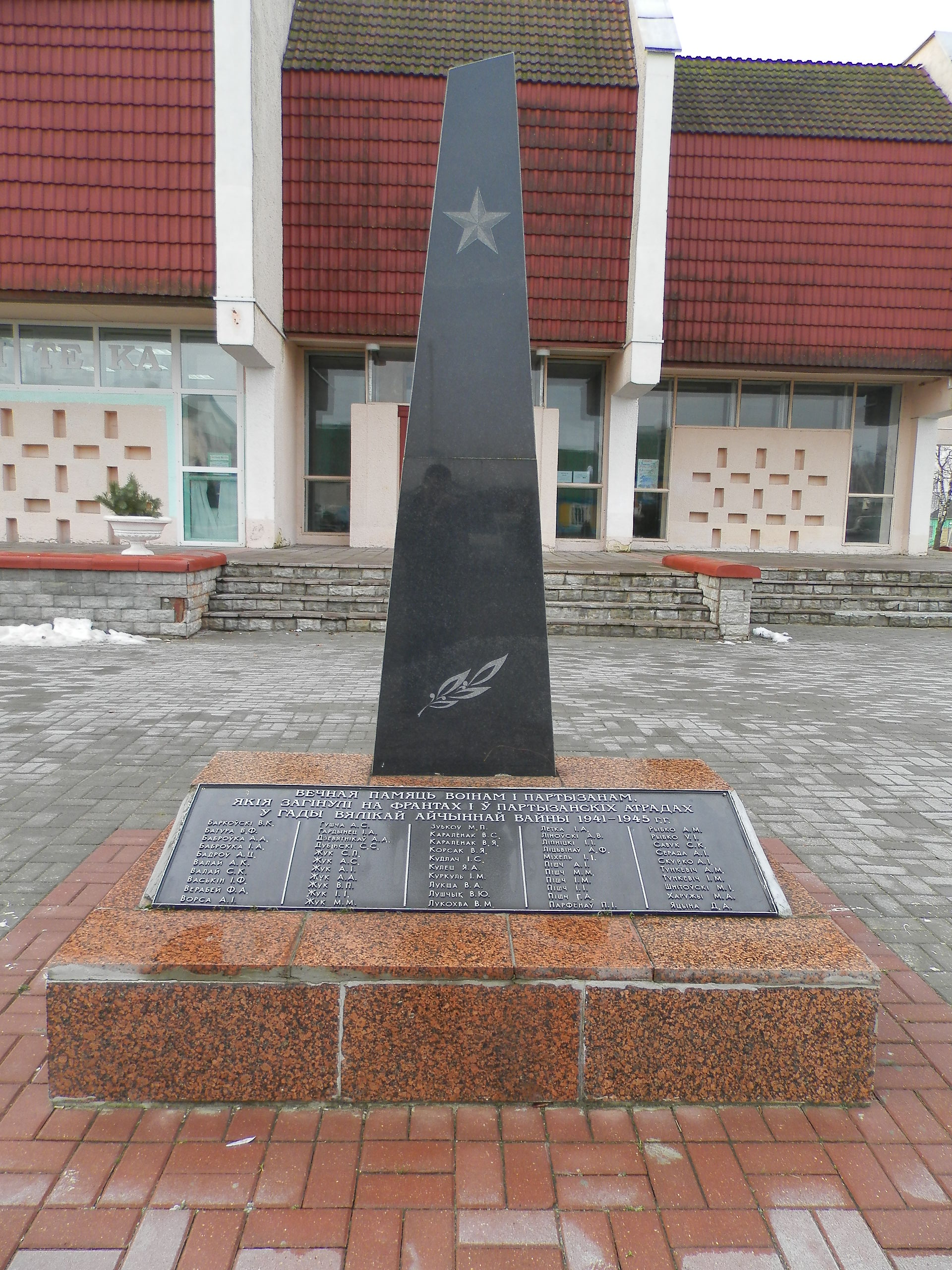
Памятник участникам Великой Отечественной войны у здания администрации
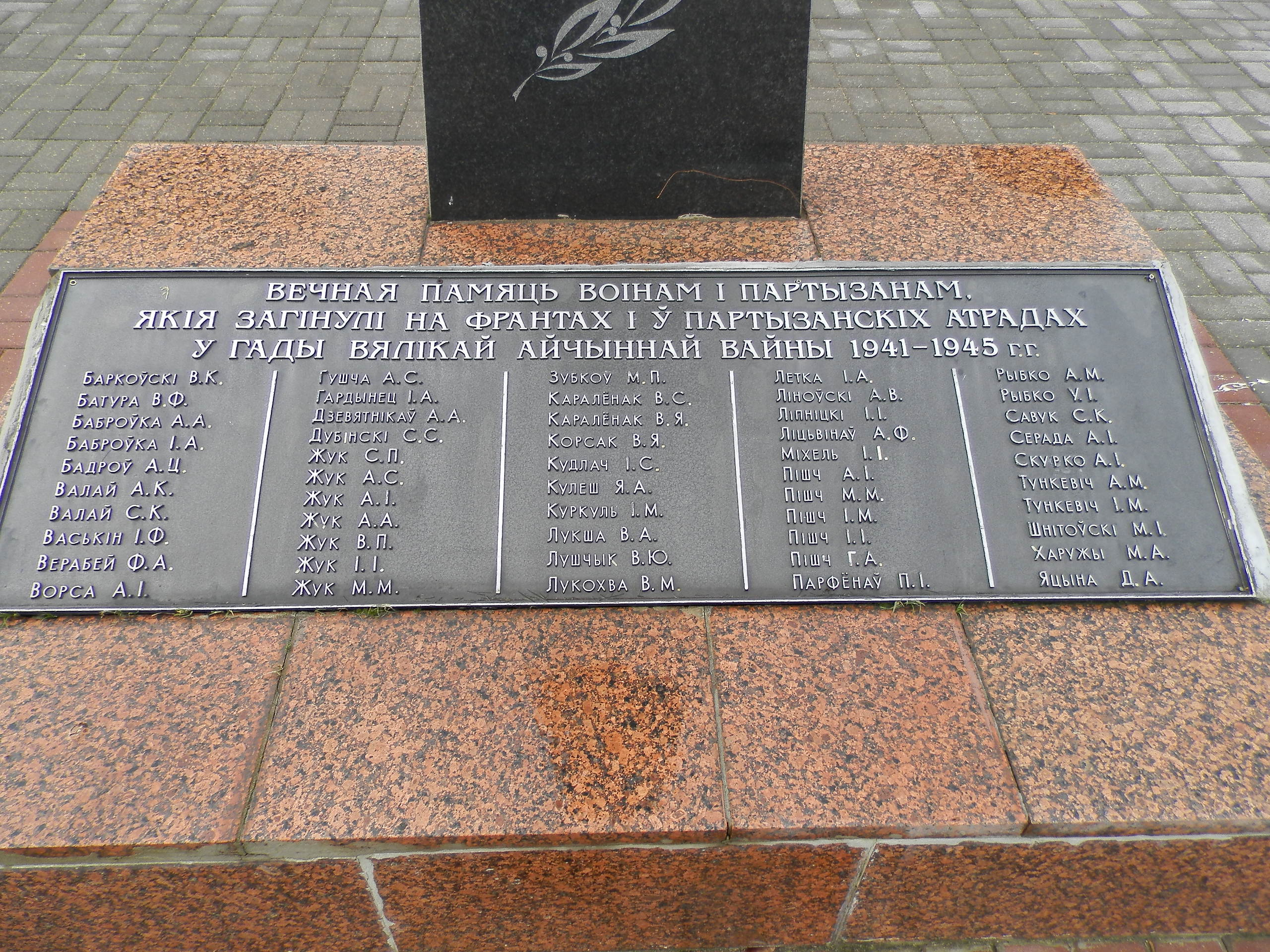
Табличка памятника

## Награды тружеников
Орденом Трудового Красного Знамени
- Володкевич Иван Вильгельмович, тракторист совхоза «Нарочь» (1973)
- Дубровский Войтех Фадеевич, тракторист совхоза «Нарочь» (1975)
- Жук Регина Михайловна, доярка совхоза «Нарочь» (1975)
- Малиновская Юзефа Матвеевна, доярка совхоза «Нарочь»" (1975)
- Паздютко Татьяна Антоновна, доярка совхоза «Нарочь» (1973)
- Цекало Регина Иосифовна, учительница Нарочской СШ № 1 (1966)
- Янель Геннадий Тихонович, комбайнёр совхоза «Нарочь» (1977)

Орденом Дружбы Народов
- Юркевич Регина Эдуардовна, учительница Нарочской СШ № 1

Орденом «Знак Почёта»
- Коток Тереса Владимировна, свинарка совхоза «Нарочь» (1958), а также большой серебряной медалью ВДНХ СССР (1958)
- Куцкевич Игнат Брониславович, тракторист совхоза «Нарочь» (1980)
- Малиновская Юзефа Матвеевна, доярка совхоза «Нарочь» (1971)
- Феркович Ванда Казимировна, доярка совхоза «Нарочь»" (1977)
- Феркович Мечислав Телесфорович, рабочий совхоза «Нарочь» (1971)
- Шаблюк Григорий Иосифович, директор совхоза «Нарочь»" (1973)
- Шушкевич Раиса Фёдоровна, рабочая Нарочанского маслосырзавода (1986)

Орденом Трудовой Славы III степени
- Валевко Владимир Иосифович, рабочий Нарочанского маслосырзавода (1981)
- Ионкина Регина Матвеевна, рабочая Нарочанского маслосырзавода (1981)
- Могильницкая Тамара Васильевна, рабочая совхоза «Нарочь» (1986).